# Северный флот ВМФ России

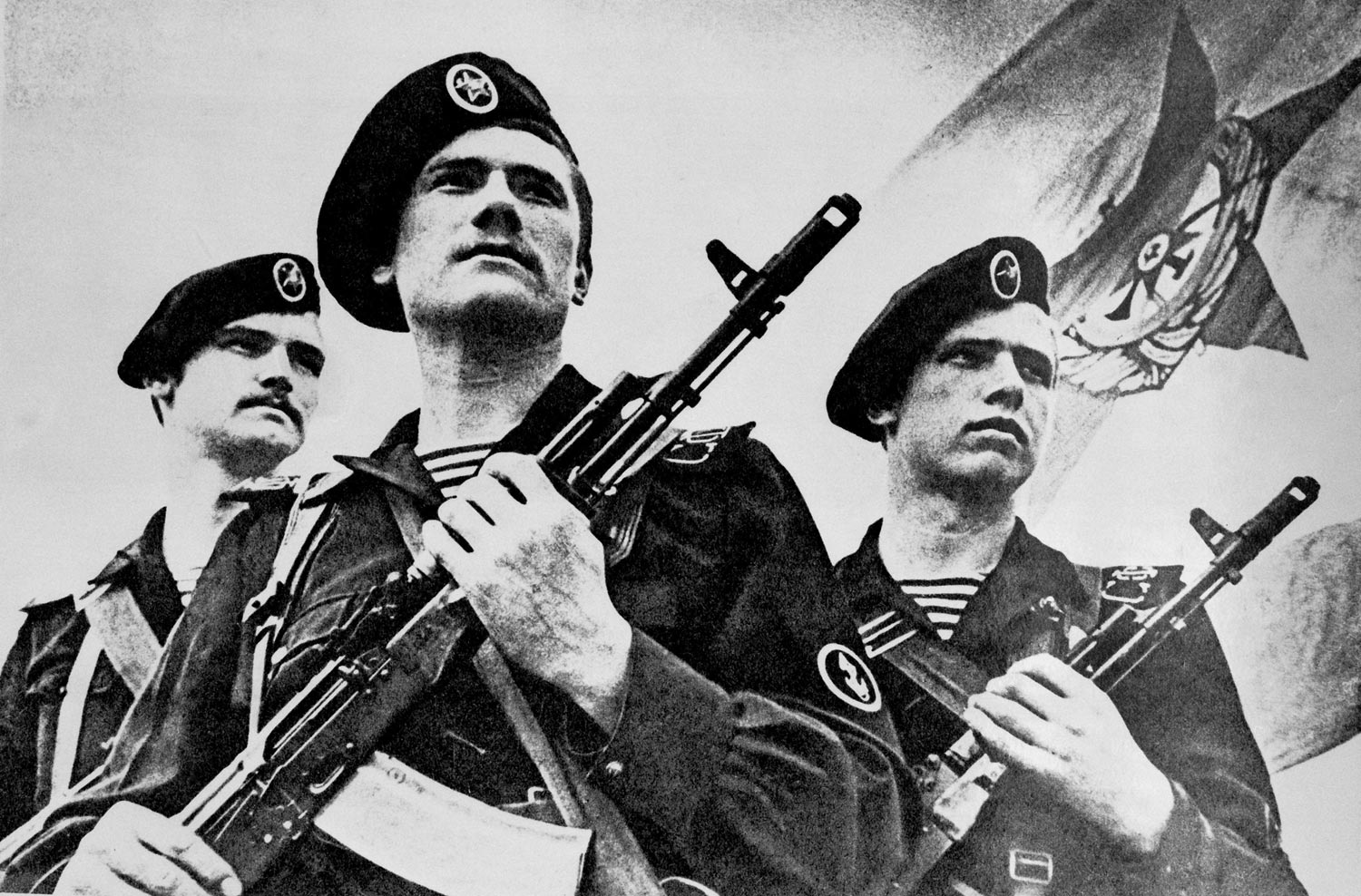
Морские пехотинцы Северного флота ВС Союза ССР, 1985 год..

Краснознамённый ордена Ушакова Се́верный флот (СФ, КСФ) — оперативно-стратегическое объединение Военно-морского флота России, до 2014 года считался самым «молодым» из всех военных флотов России, но дата образования Северного флота приказом Главнокомандующего ВМФ была перенесена с 1933 на 1733 год. До марта 2024 года составная часть Объединённого стратегического командования «Северный флот».
Образован в СССР 1 июня 1933 года как Северная военная флотилия. 11 мая 1937 года флотилия преобразована в Северный флот. Штаб и органы управления Северного флота были в составе действующих армии и флота в период с 22 июня 1941 года по 9 мая 1945 года.
Основное место базирования — ЗАТО Североморск.
Основу современного Северного флота составляют атомные ракетные и торпедные подводные лодки, ракетоносная и противолодочная авиация, ракетные, авианесущие и противолодочные корабли.
В 2013—2024 годах Северный флот являлся межвидовым стратегическим объединением, по сути являвшимся военным округом России, но 26 февраля 2024 года Указом Президента Российской Федерации В. В. Путиным Северный флот был лишён статуса военного округа.
Ежегодное празднование — 1 июня.
Командующий — с марта 2024 вице-адмирал Кабанцов Константин Петрович.
Флагман ВМФ России и СФ — тяжёлый авианесущий крейсер проекта 1143.5 «Адмирал флота Советского Союза Кузнецов».

## Основные задачи
- поддержание морских стратегических ядерных сил в постоянной готовности в интересах ядерного сдерживания;
- защита экономической зоны и районов производственной деятельности, пресечение незаконной производственной деятельности (браконьерства и др.);
- обеспечение безопасности судоходства;
- выполнение внешнеполитических акций правительства в экономически важных районах Мирового океана (визиты, деловые заходы, совместные учения, действия в составе миротворческих сил и др.)[1].

## История
Первые военные корабли на Севере России стал строить Пётр I. В 1694 году 24-пушечный фрегат «Святой Павел», 44-пушечный корабль «Святое пророчество», купленный в Голландии, и яхта «Святой Пётр» во главе с Петром I вышли в море, сопровождая восемь английских купеческих судов. Однако затем эти корабли были переведены на Балтику. Доктор исторических наук, профессор Санкт-Петербургского университета Павел Кротов отмечает: «В 1693 году начался третий этап в истории развития российского флота. В июле Пётр I прибыл в Архангельск с целью наладить там кораблестроение». Историки считают дату основания в августе 1693 года Соломбальской верфи под Архангельском условной, но именно эта верфь, со стапелей которой сошёл 481 корабль, стоит у истоков массового морского судостроения в России. Здесь была построена яхта «Святой Пётр», на которой Пётр I вышел в свой первый морской поход из Архангельска.
Первая военно-морская база на Севере России была создана 15 марта 1733 года.
Указом императрицы Анны Иоанновны в этот день был основан Архангельский военный порт, его командиром был назначен контр-адмирал Пётр Петрович Бредаль.
Архангельская эскадра, в зону ответственности которой входило Белое море и побережье Кольского полуострова, просуществовала 132 года и была упразднена 17 марта 1862 года ввиду отсутствия военной угрозы для России в северных морях на тот момент. С этого времени более полувека организованная военно-морская сила России на Севере отсутствовала, в Баренцево и в Белое море время от времени посылались для несения службы посыльные суда и клиперы.
Однако с развитием парового флота и обострением военно-политического противостояния между Россией и Великобританией в конце XIX века появились предложения о постройке военно-морских баз и создании постоянных формирований российского флота в Арктике.

### Флотилия Северного Ледовитого океана
30 января 1916 года, во время Первой мировой войны, указом императора Николая II был образован отряд обороны Кольского залива в составе двух вспомогательных крейсеров, минного заградителя, тральщика и транспорта. 2 июля 1916 года была сформирована Флотилия Северного Ледовитого океана, базой для которой стал основанный 4 октября того же года Романов-на-Мурмане, будущий Мурманск. Флотилия насчитывала 89 кораблей и судов, среди которых были первая русская военная подводная лодка «Дельфин», возвращённый японцами крейсер «Варяг», два ледокола — «Святогор» (будущий «Красин») и «Микула Селянинович».

### Морские силы Северного моря
Во время Гражданской войны и иностранной интервенции на Севере большая часть кораблей и судов Флотилии Северного Ледовитого океана были потеряны. Из уцелевших кораблей, а также из корабельного состава Северо-Двинской флотилии советское правительство в апреле—мае 1920 года сформировало Морские силы Северного моря (МССМ). Это соединение имело задачей обеспечение безопасности северных морских границ РСФСР, прикрытие судоходства и охрана морских промыслов. Корабельный состав МССМ был очень разнородным: 1 линкор, 3 вспомогательных крейсера, 3 крейсера-тральщика, 2 эсминца, 2 тральщика, 1 подводная лодка, дивизион сторожевых судов (4 ед.), дивизион морских истребителей (5 ед.), дивизион транспортных судов, 1 плавбатарея, 2 посыльных судна, речной отряд кораблей. Многие корабли находились в технически неисправном состоянии и в условиях отсутствия судоремонтной базы и надлежащих условий базирования на Севере постепенно выводились из строя или передавались в народное хозяйство. К концу 1921 года состав МССМ сократился до 2 крейсеров, 6 тральщиков, 6 истребителей и 1 вспомогательного судна. В январе 1923 года штаб МССМ был расформирован, а корабли переданы пограничной флотилии ОГПУ СССР. Начальниками МССМ являлись В. Н. Варваци (Комнино-Варваци) (апрель 1920 — июль 1921), Михайлов П. П. (врид, 1921—1923).

### История флота до 1941 года
Самый молодой из всех военных флотов России был создан в СССР как Северная военная флотилия циркуляром начальника штаба РККА от 1 июня 1933 года. Фактором создания флота стал Беломорско-Балтийский канал. До постройки канала СССР не мог в условиях отсутствия танкеров и возможности захода в иностранные порты проводить из Ленинграда на Север корабли среднего и малого водоизмещения. Кроме того, сократилось время перехода. До открытия канала суда тратили на переход из Ленинграда в Архангельск 17 дней, то после открытия — не более 4 дней. По словам кандидата исторических наук Михаила Морукова, без канала этот флот «бы не появился».
По только что построенному Беломорско-Балтийскому каналу с Балтики в составе Экспедиции особого назначения (ЭОН-1) под командованием флагмана 2 ранга З. А. Закупнева, ставшего первым командующим флотилии, были переведены эсминцы «Урицкий» и «Рыков», сторожевики «Ураган» и «Смерч», подлодки Д-1 «Декабрист» и Д-2 «Народоволец». 5 августа 1933 года они прибыли в Мурманск, где вошли в состав Северной военной флотилии. 11 мая 1937 года приказом наркома обороны К. Е. Ворошилова флотилия была преобразована в Северный флот (в 2014 году дата образования Северного флота приказом командующего флотом перенесена с 1937 года на 1733 год, на дату основания Архангельского военного порта). В то время на Севере активно строились базы и аэродромы, создавались береговая охрана и судостроительная база. В 1938 году подводная лодка «Д-1» провела в море 120 суток, пройдя более 11 тысяч миль. В 1938 году подводная лодка «Д-3» впервые в истории Военно-морского флота осуществила подлёдное плавание, 30 минут шла подо льдами.
22 мая 1938 года по сфабрикованному обвинению арестован и впоследствии расстрелян командующий Северным флотом К. И. Душенов, репрессировано практически всё руководство флота и большая часть комначсостава. Репрессии резко отрицательно сказались на боевой подготовке и дисциплине на флоте
Первое боевое крещение Северный флот принял в войне с Финляндией 1939—1940 гг. В результате занятия портов Лиинахамари и Петсамо силы флота лишили Финляндию возможности получать помощь по морю от западноевропейских стран и обеспечили перевозку личного состава и техники на приморском фланге, а также защитили своё побережье.

### Великая Отечественная война
К началу Великой Отечественной Северный флот располагал 15 подводными лодками, восемью эскадренными миноносцами, семью сторожевыми и других классов кораблями, его авиация насчитывала 116 боевых самолётов. Во время войны он утроил своё вооружение.
Силами Северного флота были уничтожены свыше 200 боевых кораблей и вспомогательных судов, более 400 транспортов общим тоннажем свыше 1 миллиона тонн, около 1300 самолётов врага. Была обеспечена проводка 76 союзных конвоев с 1463 транспортами и 1152 кораблями охранения. По внутренним коммуникациям Ледовитого океана было проведено 1548 конвоев. Соединениями и частями флота, действовавшими на сухопутном фронте, истреблены десятки тысяч фашистских солдат и офицеров.
В боях Северный флот потерял 3 эсминца — «Стремительный», «Сокрушительный», «Деятельный», 23 подводные лодки, 16 сторожевых кораблей, 13 тральщиков, 12 торпедных катеров, 3 катера типа «большой морской охотник», 7 катеров «малый морской охотник», 9 сторожевых катеров. Потери в личном составе — 10 905 человек.
Подвиги североморцев в Великой Отечественной войне яркими страницами вошли в героическую историю Вооружённых Сил. 7 мая 1965 года в ознаменование 20-летия Победы в Великой Отечественной войне 1941—1945 годов Северный флот был награждён орденом Красного Знамени.

### 1945—1992 годы
В послевоенные годы флот становится атомным, ракетоносным, океанским.
В сентябре 1955 года впервые в мире в Белом море был произведён старт баллистической ракеты с подводной лодки. 1 июля 1958 года был поднят Военно-морской флаг на первой отечественной атомной подводной лодке (АПЛ) «К-3» (впоследствии получившей наименование «Ленинский комсомол»). 10 апреля 1959 года АПЛ «К-3» вступила в состав Северного флота. В 1966 году отряд подводных лодок Северного флота совершил групповое кругосветное плавание, пройдя без единого всплытия 25 тысяч миль.
23 июля 1959 года первому командиру первой атомной подводной лодки «Ленинский комсомол» капитану 1-го ранга Леониду Осипенко присвоили звание Героя Советского Союза. Это награждение стало первым среди подводников Северного флота после Великой Отечественной войны.
С 1960-х годов начинается активный ввод в строй десятков атомных подводных лодок первого и второго поколения, подводные силы Северного флота на пике своего развития к концу 1970-х годов состояли из трёх флотилий: первая флотилия базировалась на Заозёрск (Западная Лица) и Видяево (Ара-губа, Ура-губа), третья флотилия — на Гаджиево (Скалистый), одиннадцатая флотилия — на Островной (Гремиха).
С 1991 года в небо взлетают самолёты палубной авиации с борта тяжёлого авианесущего крейсера «Адмирал флота Советского Союза Кузнецов». Этот крейсер регулярно выполнял задачи боевой службы в Атлантике и Средиземном море.

### 1992—2010 годы
1990-е годы стали тяжёлым периодом для Северного флота РФ. Из-за недостатка государственного финансирования многие корабли, включая самые современные, вместо прохождения среднего ремонта ставились в отстой и затем утилизировались, в том числе на иностранные средства, особенно это выразилось в утилизации атомных подводных лодок на СРЗ «Нерпа» и ЦС «Звёздочка». Моряки со своими семьями вынуждены были выживать в условиях нехватки средств и задержек с выплатами, при этом экипажи продолжали осуществлять подготовку и выходить в море для выполнения поставленных задач. Многие моряки в этот период уволились из вооружённых сил, не выдержав сложившихся условий. Сокращалось и число подразделений флота — в этот период расформирован ряд дивизий подводных лодок, в начале 2000-х годов флотилии подводных лодок переформированы в менее крупные эскадры.
В 2000 году произошла катастрофа АПЛ «Курск», вызвавшая сильный отклик по всей России и обратившая всеобщее внимание к положению дел на Северном флоте. И только в последующие годы финансирование флота постепенно начало улучшаться.

### Современное состояние

Территория ОСК Северный флот

В 2010 году наряду с дважды Краснознамённым Балтийским флотом, 1-м Командованием ВВС и ПВО, ордена Ленина Московским и ордена Ленина Ленинградским военными округами Краснознамённый Северный флот вошёл в состав созданного Западного военного округа. Однако уже в ноябре 2014 года на основе Северного флота было создано пятое стратегическое командование — «Север». Северный флот является пятым военным округом ВС России. В зону ответственности входят 4 субъекта РФ: Мурманская и Архангельская области, Республика Коми и Ненецкий автономный округ.
Главная база флота — ЗАТО Североморск. Основные ударные силы составляют атомные ракетные и торпедные подводные лодки, ракетоносная и противолодочная авиация, ракетные, авианесущие и противолодочные корабли. На флоте базируется единственный в России тяжёлый авианесущий крейсер «Адмирал флота Советского Союза Кузнецов» с полком палубной авиации и надводные крейсеры с атомной энергетической установкой.

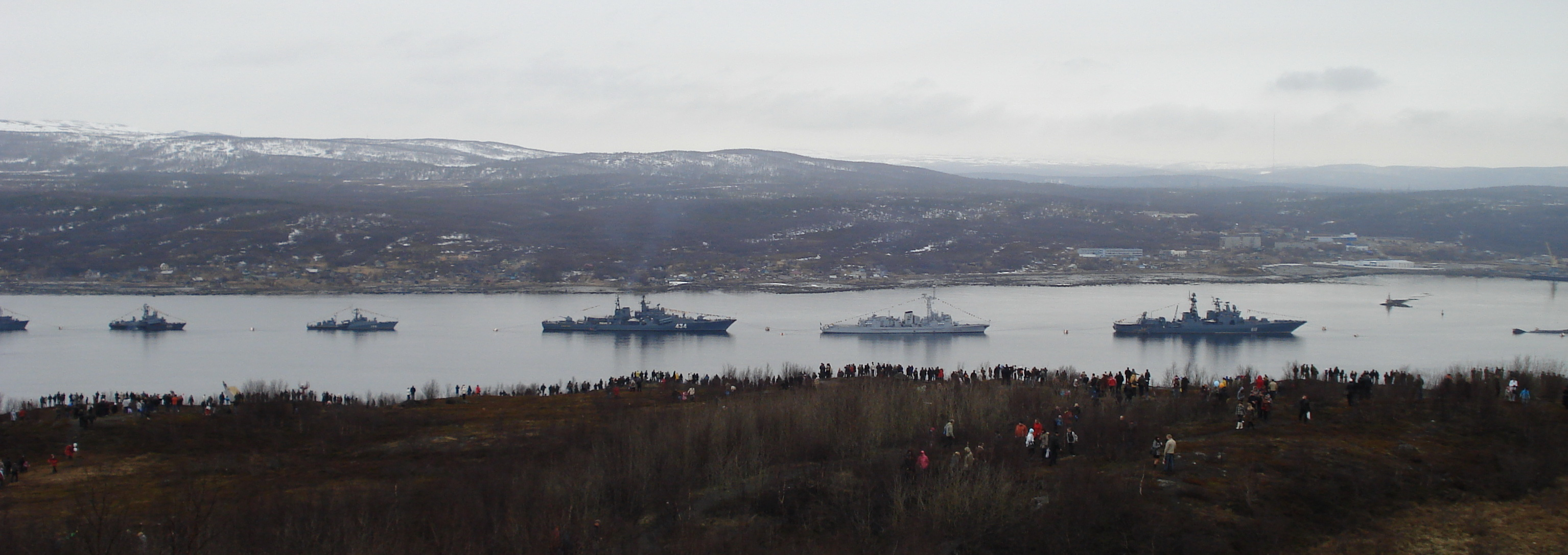
Парад кораблей Северного флота в Кольском заливе 9 мая 2010 года

В последние годы одной из важных задач Северного флота стало обеспечение безопасности гражданского судоходства. Усиливает своё присутствие флот и в мировом океане, регулярно выполняя учебно-боевые задачи. Так, тяжёлый атомный ракетный крейсер «Пётр Великий» за последние три года с кораблями сопровождения дважды пересёк Атлантику, прошёл экватор в «Золотой точке» с нулевыми координатами, совершил заходы в Венесуэлу, Южно-Африканскую Республику, Индию, Францию, Сирию, принял участие в международных учениях «Венрус-2008», «Индра-2009», «Восток-2010».
С 2007 года на острове Земля Александры в архипелаге Земля Франца-Иосифа строится военная база Арктический трилистник, самое северное в мире капитальное сооружение. С 2013 года Северный флот является межвидовым стратегическим объединением. Одной из его задач является развитие военной инфраструктуры Арктической зоны.
В соответствии с указом Президента Российской Федерации, с 15 декабря 2014 года Северный флот выведен из состава Западного военного округа. Расширена граница ответственности флота. Управление СФ переформировано в объединённое стратегическое командование.
В 2017 году приоритетным направлением деятельности Северного флота определена защита государственных интересов России в Арктике.
С началом Военной операции России в Сирии в сентябре 2015 года корабли флота принимают в ней участие, обеспечивая прикрытие Авиационной группы ВКС России в Сирии в составе Средиземноморской эскадры ВМФ России.
22 февраля 2018 года в Национальном центре управления обороной Российской Федерации Северному флоту вручено знамя, как символов чести, доблести и ратной славы.
В соответствии с Указом президента Российской Федерации от 5 июня 2020 г. № 374 «О военно-административном делении Российской Федерации» Северный флот станет основой самостоятельной военно-административной единицы ОСК «Северный флот».
В феврале 2023 года норвежская разведка в своем ежегодном докладе сообщила, что корабли и подлодки Северного морского флота впервые за 30 лет начали выходить на боевое дежурство в море с тактическим ядерным оружием на борту. The Barents Observer назвал это сенсационной новостью. Издание отметило, что до этого со времен холодной войны, когда советские корабли выходили из Североморска с ТЯО на борту, не было никаких подтверждений о нахождении в море ядерного оружия малой мощности.

## Организационный состав

### Штаб Северного флота
В/ч 403850. 354000, Мурманская обл., Североморск

### Система базирования
- Беломорская военно-морская база

Базы Северного флота

- Западная Лица (пункт базирования), ЗАТО Заозёрск
- ЗАТО Александровск
  - Полярный,
  - Гаджиево (пункт базирования),
  - Оленья Губа
- Видяево (пункт базирования), ЗАТО Видяево
- Гремиха (пункт базирования), ЗАТО Островной

## Береговые войска Северного флота
- 14-й армейский корпус
  - 200-я отдельная гвардейская мотострелковая Печенгская ордена Кутузова бригада (арктическая), в/ч 08275 (п. Печенга).
  - 80-я отдельная мотострелковая бригада (арктическая), в/ч 34667 (п. Алакуртти).
- 61-я отдельная Киркенесская Краснознамённая бригада морской пехоты, в/ч 38643 (п. Спутник, Печенгский район)
- 536-я отдельная береговая ракетная бригада, в/ч 10544 (г. Снежногорск — Оленья Губа).
- 99-я тактическая группа, в/ч 74777 (о. Котельный);
- 71-я тактическая группа;
- 420-й разведывательный пункт специального назначения, в/ч 40145 (п. Зверосовхоз, г. Кола, Мурманская обл.)
- 160-й отдельный отряд борьбы с подводными диверсионными силами и средствами, в/ч 09619 (п. Видяево)
- 269-й отдельный отряд борьбы с подводными диверсионными силами и средствами, в/ч 30853 (п. Гаджиево)
- 313-й отдельный отряд борьбы с подводными диверсионными силами и средствами, в/ч 10742 (п. Спутник)
- 58-я отдельная рота охраны, в/ч 10672 (п. Гаджиево)
- 63-й отдельный морской инженерный полк, в/ч 36085 (г. Североморск)
- 741-й центр связи, в/ч 40105 (г. Североморск)
- 186-й отдельный центр радиоэлектронной борьбы, в/ч 60134 (г. Североморск)
- 211-й отдельный батальон охраны МП (г. Оленегорск-2)

## Морская авиация Северного флота
Морская авиация Северного флота сосредоточена в смешанном авиационном корпусе Северного флота, сформированном в 2023 году на базе ряда частей выведенных из состава 45-й армии ВВС и ПВО. В составе корпуса находятся:
- 100-й отдельный корабельный истребительный авиационный полк, в/ч 61287 (п. Североморск, аэродром Североморск-3)
- 279-й отдельный корабельный истребительный авиационный Смоленский Краснознамённый полк имени дважды Героя Советского Союза Б. Ф. Сафонова, в/ч 98613 (п. Североморск, аэродром Североморск-3)
- 403-й отдельный смешанный авиационный полк, в/ч 49324 (г. Североморск, аэродром Североморск-1)
  - противолодочная авиационная эскадрилья дальнего действия, в/ч 49324 -к (п. Федотово, аэродром Кипелово, Вологодская обл.): Ту-142МР, Ту-142МК[35]
- 830-й отдельный корабельный противолодочный вертолётный полк, в/ч 87268 (г. Североморск, аэродром Североморск-1): Ка-27, Ка-29, Ка-31

Помимо авиации в распоряжении командования корпуса есть зенитные ракетные и радиотехнические полки.

## Подводные силы Северного флота
Командующие Подводными силами:
- Воложинский, Андрей Ольгертович (10.02.—??.07.2010) врид
- Мухаметшин, Игорь Тимербулатович (??.07.2010—??.04.2012)
- Моисеев, Александр Алексеевич (??.04.2012—??.04.2016)
- Гришечкин, Владимир Владимирович (??.04.2016—??.11.2017)
- Рекиш, Сергей Григорьевич (??.12.2017—??.08.2018)
- Романов, Аркадий Юрьевич (??.08.2018—??.10.2021)[36]
- Коваленко, Анатолий Леонидович (с 26.10.2021)[37]

Состав
- Штаб (Гаджиево);
- 7-я дивизия подводных лодок (Видяево)
- 11-я дивизия подводных лодок (Западная Лица).
- 24-я дивизия подводных лодок (Гаджиево)
- 29-я дивизия подводных лодок (Гаджиево)
- 31-я дивизия подводных лодок (Гаджиево)
- 160-й отряд специального назначения по борьбе с подводными диверсионными силами и средствами (ОСпН ПДСС, в/ч 09619, губа Большая Лопаткина, Западная Лица).

## Корабельный состав Северного флота

#### Надводные корабли
| Тип                                                                                           | Наименование                                                                           | Изготовитель                                               | Борт. №                            | Даты закладки/ спуска на воду/ ввода в строй | Состояние | Примечания |
| --------------------------------------------------------------------------------------------- | -------------------------------------------------------------------------------------- | ---------------------------------------------------------- | ---------------------------------- | -------------------------------------------- | --- | --- |
| Тяжёлый авианесущий крейсер — 1                                                               |                                                                                        |                                                            |                                    |                                              | | |
| Тяжёлый авианесущий крейсер проекта 1143.5 «Кречет» По классификации НАТО — «Kuznetsov-class» | «Адмирал флота Советского Союза Кузнецов» бывший «Рига», «Леонид Брежнев», «Тбилиси»   | Черноморский судостроительный завод (г. Николаев)          | 063                                | 01.04.1982/ 06.12.1985/ 25.12.1990           | В ремонте и модернизации. Ремонт остановлен, возможно будет списан в 2025 году. | Флагман ВМФ России и Северного флота. В модернизации с начала 2018 года до конца 2025 г. В рамках модернизации на ТАВКР заменены котлы, поступили новые самолёты МиГ-29К. Кроме того планируется продлить ресурс тяжёлым палубным истребителям Су-33 (20 машин) не менее чем на пять лет, или даже до 2025 года. А также поступят новые Ка-31 и, возможно, БПЛА. |
| Ракетный крейсер — 3                                                                          |                                                                                        |                                                            |                                    |                                              | | |
| Тяжёлый атомный ракетный крейсер проекта 1144.2 «Орлан» По классификации НАТО — «Kirov»       | «Адмирал Нахимов» бывший «Калинин»                                                     | Балтийский судостроительный завод (Ленинград)              | 080                                | 17.05.1983/ 25.04.1986/ 30.12.1988           | В ремонте с 1999 г. Фактически ремонт начался в 2013 году | Проходит капитальный ремонт и модернизацию на «Севмаше» в рамках ГПВ-2015. Ввод в строй планируется в 2026 году. Проходит заводские ходовые испытания. |
| Тяжёлый атомный ракетный крейсер проекта 1144.2 «Орлан» По классификации НАТО — «Kirov»       | «Пётр Великий» бывший «Куйбышев», «Юрий Андропов»                                      | Балтийский судостроительный завод (Ленинград)              | 099 (ранее 183)                    | 25.04.1986/ 29.04.1989/ 19.04.1998           | В строю | Строился по модернизированному проекту. Возможно встанет на модернизацию самым последним из крейсеров проекта «Орлан» или будет списан. |
| Ракетный крейсер проекта 1164 «Атлант» По классификации НАТО — «Slava»                        | «Маршал Устинов» бывший «Адмирал Флота Лобов»                                          | Завод имени 61-го коммунара (г. Николаев)                  | 055                                | 05.10.1978/ 25.02.1982/ 15.09.1986           | В строю | |
| Эскадренный миноносец — 1                                                                     |                                                                                        |                                                            |                                    |                                              | | |
| Эскадренный миноносец проекта 956 «Сарыч» По классификации НАТО — «Sovremenny»                |                                                                                        |                                                            |                                    |                                              | | |
| «Адмирал Ушаков» бывший «Бесстрашный»                                                         | Судостроительный завод имени А. А. Жданова (Северная верфь) Ленинград(Санкт-Петербург) | 474                                                        | 06.05.1988/ 28.12.1991/ 30.12.1993 | В строю                                      | С 06.2000 по 22.07.2003 прошёл ремонт на МП «Звёздочка». В 2013 году прошёл ремонт на 35-м судоремонтном заводе. Закончил ремонт на МП «Звёздочка». Вышел в море для выполнения учебно-боевых задач 24 июня 2021 года. | |
|                                                                                               |                                                                                        |                                                            |                                    |                                              | | |
| Большой противолодочный корабль — 3 / Фрегат — 4                                              |                                                                                        |                                                            |                                    |                                              | | |
| Большой противолодочный корабль проекта 1155(М) «Фрегат» По классификации НАТО — «Udaloy I»   | «Вице-адмирал Кулаков»                                                                 | Судостроительный завод имени А. А. Жданова Ленинград       | 626                                | 04.11.1977/ 16.05.1980/ 29.12.1981           | В строю | С 1991 по 2010 год (фактически: с 2007 по 2010) прошёл кап. ремонт и модернизацию на Северной верфи с установкой ряда новых систем РТВ и ЗРК ближнего действия 3М47 «Гибка». Изменения в нумерацию проекта не вносились. |
| Большой противолодочный корабль проекта 1155(М) «Фрегат» По классификации НАТО — «Udaloy I»   | «Североморск» бывший «Маршал Будённый», «Симферополь»                                  | Прибалтийский судостроительный завод «Янтарь» Калининград  | 619                                | 12.06.1984/ 24.12.1985/ 30.12.1987           | В строю | |
| Большой противолодочный корабль проекта 1155(М) «Фрегат» По классификации НАТО — «Udaloy I»   | «Адмирал Левченко» бывший «Хабаровск»                                                  | Судостроительный завод имени А. А. Жданова Ленинград       | 605                                | 27.01.1982/ 21.02.1985/ 30.09.1988           | В строю | По состоянию на 05-06.2014 проходил плановый ремонт в Севастополе с постановкой в док и восстановление технической готовности. |
| Фрегат проекта 1155.1М типа «Адмирал Чабаненко» По классификации НАТО — «Udaloy II»           | «Адмирал Чабаненко»                                                                    | Прибалтийский судостроительный завод «Янтарь» Калининград  | 650                                | 1990/ 14.12.1992/ 28.01.1999                 | В ремонте и модернизации на 35-м СРЗ | Модернизация проекта 1155.1 аналогичная фрегата ТОФ «Маршал Шапошников». Переклассифицирован во фрегат. Получил УКСК под 16 ракет семейства Калибр, Оникс, а также 16 ПКР Уран. Сдача в 2026 году. |
| Фрегаты проекта 22350 типа «Адмирал Горшков» По классификации НАТО — «Gorshkov»               | «Адмирал флота Советского Союза Горшков»                                               | Северная верфь                                             | 454                                | 01.02.2006/ 29.10.2010/ 28.07.2018           | В строю | |
| Фрегаты проекта 22350 типа «Адмирал Горшков» По классификации НАТО — «Gorshkov»               | «Адмирал флота Касатонов»                                                              | Северная верфь                                             | 461                                | 26.11.2009/ 12.12.2014/ 21.07.2020           | В строю | |
| Фрегаты проекта 22350 типа «Адмирал Горшков» По классификации НАТО — «Gorshkov»               | «Адмирал Головко»                                                                      | Северная верфь                                             | 456                                | 01.02.2012/ 22.05.2020/ 25.12.2023           | В строю | |
| Малый боевой корабль — 6                                                                      |                                                                                        |                                                            |                                    |                                              | | |
| Малый противолодочный корабль проекта 1124 «Альбатрос» По классификации НАТО — «Grisha-V»     | МПК-194 «Брест» бывший «Брестский комсомолец»                                          | Зеленодольский судостроительный завод имени А. М. Горького | 199                                | 11.05.1987/ 30.07.1988/ 27.09.1988           | В строю | В 2016 году закончен ремонт на 35-м судоремонтном заводе. |
| Малый противолодочный корабль проекта 1124 «Альбатрос» По классификации НАТО — «Grisha-V»     | МПК-203 «Юнга»                                                                         | Зеленодольский судостроительный завод имени А. М. Горького | 113                                | 26.03.1988/ 19.07.1989/ 28.12.1989           | В строю | В 2013 году прошёл доковый ремонт на 35-м судоремонтном заводе. |
| Малый противолодочный корабль проекта 1124 «Альбатрос» По классификации НАТО — «Grisha-V»     | МПК-130 «Нарьян-Мар» бывший «Архангельский комсомолец»                                 | Зеленодольский судостроительный завод имени А. М. Горького | 138                                | 17.08.1988/ 09.03.1990/ 28.09.1990           | В строю | По сообщению от 30.05.2014 встал на плановый ремонт, связанный с подготовкой к сезону навигации. На 16.07.2014 — в строю. |
| Малый противолодочный корабль проекта 1124 «Альбатрос» По классификации НАТО — «Grisha-V»     | МПК-7 «Онега»                                                                          | Зеленодольский судостроительный завод имени А. М. Горького | 164                                | 1990/ 1991                                   | В строю | |
| Малый противолодочный корабль проекта 1124 «Альбатрос» По классификации НАТО — «Grisha-V»     | МПК-59 «Снежногорск»                                                                   | Зеленодольский судостроительный завод имени А. М. Горького | 196                                | 20.11.1990/ 22.05.1993/ 12.08.1994           | В строю | В 2013 году прошёл доковый ремонт на 35-м судоремонтном заводе. |
| Малый ракетный корабль проекта 1234 «Овод» По классификации НАТО — «Nanuchka»                 | «Рассвет»                                                                              | Приморский судостроительный завод (Ленинград)              | 520                                | 29.09.1986/ 22.08.1988/ 28.12.1988           | В строю | |
| Артиллерийский катер (АКА) — 1                                                                |                                                                                        |                                                            |                                    |                                              | | |
| Артиллерийский катер проекта 1400М По классификации НАТО — «Zhuk»                             | АК-388                                                                                 | Феодосийский судостроительный завод «Море»                 | 211                                | 17.12.1981                                   | В строю | Используется как разъездной катер командующего Кольской флотилией разнородных сил. |
| Морской тральщик (МТ) — 1 / Базовый тральщик (БТ) — 7 + 1                                     |                                                                                        |                                                            |                                    |                                              | | |
| Морские тральщики проекта 12660 «Рубин» По классификации НАТО — «Gorya»                       | «Владимир Гуманенко»                                                                   | Средне-Невский судостроительный завод (Ленинград)          | 811 (ранее 762, 812)               | 15.09.1985/ 04.03.1991/ 09.01.1994           | В строю | |
| Базовые тральщики проекта 1265 «Яхонт» По классификации НАТО — «Sonya»                        | БТ-50 «Петрозаводск» бывший «Ельня»                                                    | Судостроительный завод «Авангард» (г. Петрозаводск)        | 454                                | 09.04.1985/ 21.02.1986/ 31.10.1986           | В ремонте на 35-м судоремонтном заводе | |
| Базовые тральщики проекта 1265 «Яхонт» По классификации НАТО — «Sonya»                        | БТ-152 «Котельнич»                                                                     | Судостроительный завод «Авангард» (г. Петрозаводск)        | 443 (ранее 418)                    | 29.08.1985/ 19.04.1986/ 16.08.1987           | В строю | |
| Базовые тральщики проекта 1265 «Яхонт» По классификации НАТО — «Sonya»                        | БТ-111 «Соловецкий юнга»                                                               | Судостроительный завод «Авангард» (г. Петрозаводск)        | 466 (ранее 592)                    | 15.08.1986/ 15.04.1987/ 10.06.1988           | В строю | |
| Базовые тральщики проекта 1265 «Яхонт» По классификации НАТО — «Sonya»                        | БТ-226 «Коломна»                                                                       | Судостроительный завод «Авангард» (г. Петрозаводск)        | 426 (ранее 567, 411, 425)          | 30.08.1988/ 26.08.1989/ 02.07.1990           | В строю | |
| Базовые тральщики проекта 1265 «Яхонт» По классификации НАТО — «Sonya»                        | БТ-211 «Ядрин»                                                                         | Судостроительный завод «Авангард» (г. Петрозаводск)        | 469 (ранее 579, 422)               | 18.10.1989/ 28.09.1990/ 29.08.1991           | В строю | |
| Базовые тральщики проекта 12700 «Александрит»                                                 | «Афанасий Иванников»                                                                   | Средне-Невский ССЗ                                         | 625                                | 09.09.2021/ 09.08.2024/ 07.05.2025           | В строю | |
|                                                                                               | «Полярный»                                                                             | Средне-Невский ССЗ                                         | 635                                | 12.06.2022/ 24.04.2025/ 12.2025              | Достраивается на плаву, готовится к швартовным испытаниям | |
|                                                                                               | «Дмитрий Лысов»                                                                        | Средне-Невский ССЗ                                         |                                    | 19.06.2023/ 08.2025/ 2026                    | Готовится к спуску на воду | |
| Большой десантный корабль (БДК) — 6                                                           |                                                                                        |                                                            |                                    |                                              | | |
| Большие десантные корабли проекта 775 По классификации НАТО — «Ropucha»                       |                                                                                        |                                                            |                                    |                                              | | |
| БДК-91 «Оленегорский горняк»                                                                  | («Северная верфь», Гданьск, Польша)                                                    | 012 (ранее 025)                                            | 18.09.1975/ 18.01.1976/ 30.06.1976 | В строю                                      | В феврале 2022 года был передан ЧФ. В январе 2024 года прошёл восстановительный ремонт после атаки украинского дрона, имевшей место 4 августа 2023 года                                                                | |
| БДК-182 «Кондопога»                                                                           | («Северная верфь», Гданьск, Польша)                                                    | 027 (ранее 040)                                            | 04.04.1976/ 17.07.1976/ 23.02.1977 | В строю                                      | | |
| БДК-55 «Александр Отраковский»                                                                | («Северная верфь», Гданьск, Польша)                                                    | 031 (ранее 014)                                            | 08.1977/ 03.12.1977/ 30.07.1978    | В строю                                      | В 2013 году прошёл ремонт на 35-м судоремонтном заводе. | |
| БДК-45 «Георгий Победоносец»                                                                  | («Северная верфь», Гданьск, Польша)                                                    | 016 (ранее 036, 010)                                       | 1984/ 05.03.1985                   | В строю                                      | В феврале 2022 года был передан ЧФ. | |
| Большие десантные корабли проекта 11711 типа «Иван Грен» По классификации НАТО — «Ivan Gren»  | БДК «Иван Грен»                                                                        | (ПСЗ «Янтарь»)                                             | 010                                | 23.12.2004/ 18.05.2012/ 20.06.2018           | В строю | |
| Большие десантные корабли проекта 11711 типа «Иван Грен» По классификации НАТО — «Ivan Gren»  | БДК «Пётр Моргунов»                                                                    | (ПСЗ «Янтарь»)                                             | 017                                | 11.06.2015/ 25.05.2018/ 23.12.2020           | В строю | В феврале 2022 года был передан ЧФ. |
| Десантный катер (ДКА) — 4 / Спецкатер — 5 / Патрульный корабль — 1 + 1                        |                                                                                        |                                                            |                                    |                                              | | |
| Десантные катера проекта 1176 «Акула» По классификации НАТО — «Ondatra»                       | Д-464                                                                                  |                                                            |                                    | 1985                                         | В строю | |
| Десантные катера проекта 1176 «Акула» По классификации НАТО — «Ondatra»                       | Д-148                                                                                  |                                                            |                                    | 1993                                         | В строю | |
| Десантные катера проекта 1176 «Акула» По классификации НАТО — «Ondatra»                       | Д-182                                                                                  |                                                            |                                    | 1996                                         | В строю | |
| Десантные катера проекта 1176 «Акула» По классификации НАТО — «Ondatra»                       | Д-163 «Николай Рубцов»                                                                 |                                                            |                                    | 2005                                         | В строю | |
| Катера специального назначения проекта 21980 «Грачонок»                                       | П-340 «Юнармеец Заполярья»                                                             | «Вымпел» (г.Рыбинск)                                       | 938                                | 03.2014/ 07.06.2016/ 19.11.2016              | В строю | |
| Катера специального назначения проекта 21980 «Грачонок»                                       | П-421 «Юнармеец Беломорья»                                                             | «Вымпел» (г. Рыбинск)                                      | 939                                | 12.2014/ 22.07.2016/ 19.11.2016              | В строю | |
| Катера специального назначения проекта 21980 «Грачонок»                                       | П-429 «Сергей Преминин»                                                                | «Вымпел» (г. Рыбинск)                                      | 936                                | 15.09.2015/ 27.04.2017/ 14.07.2017           | В строю | |
| Катера специального назначения проекта 21980 «Грачонок»                                       | П-430 «Валерий Федянин»                                                                | «Вымпел» (г. Рыбинск)                                      | 941                                | 15.04.2016/ 22.06.2017/ 09.11.2017           | В строю | |
| Катера специального назначения проекта 21980 «Грачонок»                                       | П-475                                                                                  | «Вымпел» (г. Рыбинск)                                      | 942                                | 15.07.2021/ 07.06.2024/ 30.12.2024           | В строю | |
| Многоцелевые патрульные корабли проекта 23550                                                 | «Иван Папанин»                                                                         | «Адмиралтейские верфи»                                     | 400                                | 19.04.2017/ 25.10.2019/ 2025                 | Заводские ходовые испытания | |
|                                                                                               | «Николай Зубов»                                                                        | «Адмиралтейские верфи»                                     |                                    | 27.11.2019/ 2512.2024/ 2027                  | Достраивается на плаву | |

#### Подводные лодки
| Тип | Наименование                                       | Изготовитель         | Борт. № | Даты закладки/ спуска на воду/ ввода в строй                       | Состояние | Примечания |
| --- | -------------------------------------------------- | -------------------- | ------- | ------------------------------------------------------------------ | --- | --- |
| Ракетный подводный крейсер стратегического назначения (РПКСН) — 8 + 2                                                              |                                                    |                      |         |                                                                    | | |
| Атомный ракетный подводный крейсер стратегического назначения проекта 667БДРМ «Дельфин» По классификации НАТО — «Delta-IV»         | К-51 «Верхотурье» бывший «Имени XXV съезда КПСС»   | Севмаш               |         | 23.02.1981/ 07.03.1984/ 30.12.1984 (после модернизации 12.1999)    | В строю | В 1993—1999 гг. прошёл ремонт и модернизацию в ЦС «Звёздочка» с перевооружением на МБР «Синева». |
| Атомный ракетный подводный крейсер стратегического назначения проекта 667БДРМ «Дельфин» По классификации НАТО — «Delta-IV»         | К-114 «Тула»                                       | Севмаш               |         | 22.02.1984/ 22.01.1987/ 05.11.1987 (после модернизации 01.2006)    | В строю | В 2000—2006 гг. прошёл ремонт и модернизацию в ЦС «Звёздочка» с перевооружением на МБР «Синева». 14 марта 2017 года пресс-служба ВМФ России официально сообщила, что подлодка войдёт в строй в конце 2017 года. |
| Атомный ракетный подводный крейсер стратегического назначения проекта 667БДРМ «Дельфин» По классификации НАТО — «Delta-IV»         | К-117 «Брянск»                                     | Севмаш               |         | 20.04.1985/ 08.02.1988/ 30.09.1988 (после модернизации 11.02.2008) | В ремонте на «Звёздочка» с 18.01.2018 года по 2025 год | В 2002—2008 гг. прошёл ремонт и модернизацию в ЦС «Звёздочка» с перевооружением на МБР «Синева». |
| Атомный ракетный подводный крейсер стратегического назначения проекта 667БДРМ «Дельфин» По классификации НАТО — «Delta-IV»         | К-18 «Карелия»                                     | Севмаш               |         | 07.02.1986/ 02.02.1989/ 11.10.1989                                 | В ремонте до 2026 года | В 2004—2009 гг. прошёл ремонт и модернизацию в ЦС «Звёздочка» с перевооружением на МБР «Синева». |
| Атомный ракетный подводный крейсер стратегического назначения проекта 667БДРМ «Дельфин» По классификации НАТО — «Delta-IV»         | К-407 «Новомосковск»                               | Севмаш               |         | 14.07.1987/ 28.02.1990/ 27.11.1990                                 | В строю | С 2002—2003 гг. проходил ремонт в ЦС «Звёздочка». С 2008 по 2012 гг. находился там же на ремонте и модернизации с перевооружением на МБР «Синева» |
| Атомный ракетный подводный крейсер стратегического назначения проекта 955 «Борей» (955А «Борей-А») По классификации НАТО — «Borei» | К-535 «Юрий Долгорукий»                            | Севмаш               | 838     | 02.11.1996/ 12.02.2008/ 10.01.2013                                 | В ремонте до 2027 года | |
| Атомный ракетный подводный крейсер стратегического назначения проекта 955 «Борей» (955А «Борей-А») По классификации НАТО — «Borei» | К-549 «Князь Владимир»                             | Севмаш               | 825     | 30.07.2012/ 17.11.2017/ 12.06.2020                                 | В строю | |
| Атомный ракетный подводный крейсер стратегического назначения проекта 955 «Борей» (955А «Борей-А») По классификации НАТО — «Borei» | К-555 «Князь Пожарский»                            | Севмаш               | 846     | 23.12.2016/ 03.02.2024/ 24.07.2025                                 | В строю | |
| Атомный ракетный подводный крейсер стратегического назначения проекта 955 «Борей» (955А «Борей-А») По классификации НАТО — «Borei» | «Дмитрий Донской»                                  | Севмаш               |         | 23.08.2021/ 2027/ 2028                                             | Строится | |
| Атомный ракетный подводный крейсер стратегического назначения проекта 955 «Борей» (955А «Борей-А») По классификации НАТО — «Borei» | «Князь Потёмкин»                                   | Севмаш               |         | 23.08.2021/ 2028/ 2029                                             | Строится | |
| Атомная многоцелевая подводная лодка с крылатыми ракетами — 3 + 2                                                                  |                                                    |                      |         |                                                                    | | |
| Атомная многоцелевая подводная лодка с крылатыми ракетами проекта 885 «Ясень» (885М «Ясень-М») По классификации НАТО — «Yasen»     | К-560 «Северодвинск»                               | Севмаш               | 840     | 21.12.1993/ 15.06.2010/ 17.06.2014/ 2015                           | В строю | С 17.06.2014 была в опытной эксплуатации, в 2015 году вошла в боевой состав 11-й ДиПЛ СФ. |
| Атомная многоцелевая подводная лодка с крылатыми ракетами проекта 885 «Ясень» (885М «Ясень-М») По классификации НАТО — «Yasen»     | К-561 «Казань»                                     | Севмаш               | 830     | 24.07.2009/ 31.03.2017/ 07.05.2021                                 | В строю | |
| Атомная многоцелевая подводная лодка с крылатыми ракетами проекта 885 «Ясень» (885М «Ясень-М») По классификации НАТО — «Yasen»     | К-564 «Архангельск»                                | Севмаш               | 843     | 19.03.2015/ 29.11.2023/ 27.12.2024                                 | В строю | |
| Атомная многоцелевая подводная лодка с крылатыми ракетами проекта 885 «Ясень» (885М «Ясень-М») По классификации НАТО — «Yasen»     | «Ульяновск»                                        | Севмаш               |         | 28.07.2017/ 2026/ 2027                                             | Строится. Сформирован корпус | |
| Атомная многоцелевая подводная лодка с крылатыми ракетами проекта 885 «Ясень» (885М «Ясень-М») По классификации НАТО — «Yasen»     | «Воронеж»                                          | Севмаш               |         | 20.07.2020/ 2027/ 2028                                             | Строится | |
| Атомная подводная лодка с крылатыми ракетами — 2                                                                                   |                                                    |                      |         |                                                                    | | |
| Атомная подводная лодка с крылатыми ракетами проекта 949А «Антей» По классификации НАТО — «Oscar-II»                               | К-410 «Смоленск»                                   | Севмаш               |         | 09.12.1986/ 20.01.1990/ 22.12.1990                                 | В строю | На 01.01.2018 находится в строю. В будущем пройдёт модернизацию. (Расширение ударных возможностей проекта за счёт перевооружения на ракетные комплексы «Оникс» и «Калибр») |
| Атомная подводная лодка с крылатыми ракетами проекта 949А «Антей» По классификации НАТО — «Oscar-II»                               | К-266 «Орёл» бывший «Северодвинск»                 | Севмаш               | 847     | 19.01.1989/ 22.05.1992/ 30.12.1992                                 | В строю | В 2013—2017 годах прошёл ремонт. Заменена одна из линий вала. Получил новые информационную, навигационную и систему связи, гидроакустическое оборудование. |
| Атомная многоцелевая подводная лодка — 10                                                                                          |                                                    |                      |         |                                                                    | | |
| Атомная многоцелевая подводная лодка проекта 971 «Щука-Б» По классификации НАТО — «Akula-I», «Akula-II», «Improved Akula»          | К-317 «Пантера»                                    | Севмаш               |         | 06.11.1986/ 21.05.1990/ 27.12.1990                                 | В строю | В 2006—2008 гг. прошла капитальный ремонт с модернизацией. |
| Атомная многоцелевая подводная лодка проекта 971 «Щука-Б» По классификации НАТО — «Akula-I», «Akula-II», «Improved Akula»          | К-461 «Волк»                                       | Севмаш               |         | 14.11.1987/ 11.06.1991/ 29.12.1991                                 | В ремонте и модернизации | С 14.8.2014 до 2022 года проходит средний ремонт и глубокую модернизацию. |
| Атомная многоцелевая подводная лодка проекта 971 «Щука-Б» По классификации НАТО — «Akula-I», «Akula-II», «Improved Akula»          | К-328 «Леопард»                                    | Севмаш               |         | 26.10.1988/ 28.06.1992/ 30.12.1992                                 | На среднем ремонте и модернизации | Директивой ГШ ВМФ от 21.05.1991 г кораблю был передан орден Красного Знамени № 544341 с К-181, а 29.04.1991 г. унаследовал от К-181 Краснознамённый Военно-морской флаг. В ремонте на «Звёздочка» с конца июня 2011 года до 2021 г. 25.12.2020 АПЛ спущена на воду, сдача после ремонта 2022 год. |
| Атомная многоцелевая подводная лодка проекта 971 «Щука-Б» По классификации НАТО — «Akula-I», «Akula-II», «Improved Akula»          | К-154 «Тигр»                                       | Севмаш               |         | 10.09.1989/ 26.06.1993/ 29.12.1993                                 | В ремонте и модернизации на СРЗ «Нерпа» | По классификации НАТО — «Improved Akula class» выделяющийся повышенной акустической скрытностью. |
| Атомная многоцелевая подводная лодка проекта 971 «Щука-Б» По классификации НАТО — «Akula-I», «Akula-II», «Improved Akula»          | К-157 «Вепрь»                                      | Севмаш               |         | 13.07.1990/ 10.12.1994/ 25.11.1995                                 | В строю | По классификации НАТО — «Akula-II» (в некоторых отечественных источниках проходит как «проект 971М») с изменённой конструкцией прочного корпуса и новым оборудованием. Вернулась в строй в 2020 г. |
| Атомная многоцелевая подводная лодка проекта 971 «Щука-Б» По классификации НАТО — «Akula-I», «Akula-II», «Improved Akula»          | К-335 «Гепард»                                     | Севмаш               |         | 23.09.1991/ 17.09.1999/ 05.12.2001                                 | В строю | По классификации НАТО — «Akula-III» с изменённой конструкцией корпуса и новым оборудованием. 04.12.1997 г унаследовала Гвардейский флаг от ПЛ К-22. Ремонт закончен 28.11.2015 |
| Атомная многоцелевая подводная лодка проекта 945 «Барракуда» По классификации НАТО — «Sierra-I»                                    | Б-239 «Карп»                                       | Красное Сормово      |         | 20.07.1979/ 29.07.1983/ 29.09.1984                                 | В ремонте и модернизации. C 1998 в отстое. По данным на 16.05.2014 из реактора уже начали выгружать топливо. По сообщению от 07.07.2014 начали готовить к выгрузке отработанного ядерного топлива. Вернётся в строй в 2017 году. По состоянию на 2020 год ремонт остановлен. В резерве | с 03.06.1992 — Б-239, с 06.04.1993 — Б-239 Карп С 1994 года находится на судоремонтном заводе ЦС «Звёздочка» в ожидании восстановления. Ремонт и модернизация начнётся летом 2013 года. Заменят ядерное топливо и всю электронику, а механические части проверят и отремонтируют. Кроме того, ремонт проведут и на ядерных реакторах. А также получит новые гидроакустические станции, боевые информационно-управляющие системы, радары с радиотехнической станцией разведки, навигационную систему на базе ГЛОНАСС/GPS. Кроме того, на лодках поменяют системы вооружения и научат стрелять крылатыми ракетами от комплекса «Калибр-ПЛ» |
| Атомная многоцелевая подводная лодка проекта 945 «Барракуда» По классификации НАТО — «Sierra-I»                                    | Б-276 «Кострома» бывшая К-276 «Краб»               | Красное Сормово      |         | 21.04.1984/ 26.06.1986/ 27.10.1987                                 | По состоянию на 2020 год ремонт отложен. В резерве | В ходе модернизации заменят ядерное топливо и всю электронику, а механические части проверят и отремонтируют. Кроме того, ремонт проведут и на ядерных реакторах. А также получит новые гидроакустические станции, боевые информационно-управляющие системы, радары с радиотехнической станцией разведки, навигационную систему на базе ГЛОНАСС/GPS. Кроме того, на лодках поменяют системы вооружения и научат стрелять крылатыми ракетами от комплекса «Калибр-ПЛ». |
| Атомная многоцелевая подводная лодка проекта 945А «Кондор» По классификации НАТО — «Sierra-II»                                     | Б-534 «Нижний Новгород» бывшая К-534 «Зубатка»     | Красное Сормово      |         | 05.02.1986/ 08.07.1989/ 26.12.1990                                 | В строю | В ходе модернизации заменят ядерное топливо и всю электронику, а механические части проверят и отремонтируют. Кроме того, ремонт проведут и на ядерных реакторах. А также получит новые гидроакустические станции, боевые информационно-управляющие системы, радары с радиотехнической станцией разведки, навигационную систему на базе ГЛОНАСС/GPS. Кроме того, на лодках поменяют системы вооружения и научат стрелять крылатыми ракетами от комплекса «Калибр-ПЛ» |
| Атомная многоцелевая подводная лодка проекта 945А «Кондор» По классификации НАТО — «Sierra-II»                                     | Б-336 «Псков» бывшая К-336 «Окунь»                 | Красное Сормово      | 663     | 28.07.1989/ 28.07.1992/ 17.12.1993                                 | В строю | В ходе модернизации заменят ядерное топливо и всю электронику, а механические части проверят и отремонтируют. Кроме того, ремонт проведут и на ядерных реакторах. А также получит новые гидроакустические станции, боевые информационно-управляющие системы, радары с радиотехнической станцией разведки, навигационную систему на базе ГЛОНАСС/GPS. Кроме того, на лодках поменяют системы вооружения и научат стрелять крылатыми ракетами от комплекса «Калибр-ПЛ» |
| Атомная многоцелевая подводная лодка проекта 671РТМК «Щука» По классификации НАТО — «Victor-III»                                   | Б-138 «Обнинск» (ранее К-138)                      | Адмиралтейские верфи | 618     | 07.12.1988/ 05.08.1989/ 30.12.1990                                 | В строю | По состоянию на 2017 год завершила все испытания после ремонта и модернизации и находится в строю. |
| Атомная многоцелевая подводная лодка проекта 671РТМК «Щука» По классификации НАТО — «Victor-III»                                   | Б-448 «Тамбов» (ранее К-448)                       | Адмиралтейские верфи |         | 31.01.1991/ 17.10.1991/ 24.09.1992                                 | В строю | Вернулась в строй после ремонта и модернизации в 2023 году |
| Атомная глубоководная станция — 7                                                                                                  |                                                    |                      |         |                                                                    | | |
| Атомная глубоководная станция проекта 09786 (модернизация проекта 667БДР «Кальмар»)                                                | КС-129 «Оренбург» (ранее К-129)                    | Севмаш               |         | 09.04.1979/ 15.04.1981/ 05.11.1981 (после модернизации 2006 г.)    | В ремонте | В 1994—2006 гг. прошла капитальный ремонт и модернизацию на СРЗ «Звёздочка» в носитель сверхмалых подводных лодок по проекту 09786. В ремонте на СРЗ «Звёздочка» |
| Атомная глубоководная станция проекта 09787 (модернизация проекта 667БДРМ «Дельфин»)                                               | БС-64 «Подмосковье» (ранее К-64)                   | Севмаш               |         | 18.12.1982/ 03.03.1984/ 23.12.1986 (после модернизации 26.12.2016) | В строю | Прошла капитальный ремонт и модернизацию на СРЗ «Звёздочка» в носитель сверхмалых подводных лодок по проекту 09787. Выведена из эллинга для прохождения заводских ходовых испытаний 11.08.2015 |
| Атомная глубоководная станция проекта 1910 «Кашалот» По классификации НАТО — «Uniform»                                             | АС-16 (1989)                                       |                      |         |                                                                    | | |
| Атомная глубоководная станция проекта 1910 «Кашалот» По классификации НАТО — «Uniform»                                             | АС-19 (1995)                                       |                      |         |                                                                    | | |
| Атомная глубоководная станция проекта 1851 «Палтус» По классификации НАТО — «X-Ray»                                                | АС-23 (1987)                                       |                      |         |                                                                    | В ремонте | |
| Атомная глубоководная станция проекта 1851 «Палтус» По классификации НАТО — «X-Ray»                                                | АС-21 (1992)                                       |                      |         |                                                                    | | |
| Атомная глубоководная станция проекта 1851 «Палтус» По классификации НАТО — «X-Ray»                                                | АС-35 (1995)                                       |                      |         |                                                                    | | |
| Большая дизельная торпедная подводная лодка — 3 + 2                                                                                |                                                    |                      |         |                                                                    | | |
| Большая дизельная торпедная подводная лодка проекта 877 «Палтус» По классификации НАТО — «Kilo»                                    | Б-800 «Калуга» бывшая «Вологодский комсомолец»     | Красное Сормово      |         | 05.03.1987/ 07.05.1989/ 30.09.1989                                 | В строю | Фактически ремонт и модернизация (включает в себя усовершенствование комплекса вооружения, средств связи, навигации и акустики) начались в 2009. Осенью 2012 года закончен ремонт и модернизация |
| Большая дизельная торпедная подводная лодка проекта 877 «Палтус» По классификации НАТО — «Kilo»                                    | Б-459 «Владикавказ»                                | Красное Сормово      |         | 25.02.1988/ 29.04.1990/ 30.09.1990                                 | В строю | Ремонт и модернизация завершены в 2015 году. |
| Большая дизельная торпедная подводная лодка проекта 877 «Палтус» По классификации НАТО — «Kilo»                                    | Б-471 «Магнитогорск» (надо списанные лодки убрать) | Красное Сормово      |         | 26.10.1988/ 22.09.1990/ 30.12.1990                                 | Списана | Списана в 2023 году и будет утилизирована. |
| Большая дизельная торпедная подводная лодка проекта 877 «Палтус» По классификации НАТО — «Kilo»                                    | Б-177 «Липецк»                                     | Красное Сормово      |         | 03.11.1989/ 27.07.1991/ 30.12.1991                                 | Списана | Списана в 2024 году и будет утилизирована. |
| Большая многоцелевая подводная лодка проекта 677(М) «Лада» По классификации НАТО — «Lada»                                          | Б-585 «Санкт-Петербург»                            | Адмиралтейские верфи |         | 26.12.1997/ 28.10.2004/ 08.05.2010/ 21.09.2021                     | Списана | Ремонт и модернизация на РК «Калибр» признана нецелесообразной. Списана. Была в составе 161-й БрПЛ КФлРС СФ |
| Большая многоцелевая подводная лодка проекта 677(М) «Лада» По классификации НАТО — «Lada»                                          | Б-586 «Кронштадт»                                  | Адмиралтейские верфи |         | 28.07.2005/ 09.07.2013(перезалож)/ 20.09.2018/ 31.01.2024          | В строю | |
| Большая многоцелевая подводная лодка проекта 677(М) «Лада» По классификации НАТО — «Lada»                                          | «Вологда»                                          | Адмиралтейские верфи |         | 12.06.2022                                                         | Строится | |
| Большая многоцелевая подводная лодка проекта 677(М) «Лада» По классификации НАТО — «Lada»                                          | «Ярославль»                                        | Адмиралтейские верфи |         | 12.06.2022                                                         | Строится | |
| Экспериментальная подводная лодка — 1                                                                                              |                                                    |                      |         |                                                                    | | |
| Опытовая подводная лодка проекта 20120 «Сарган» По классификации НАТО — «Sarov»                                                    | Б-90 «Саров»                                       | Севмаш               |         | 18.09.1988/ 24.12.2007/ 07.08.2008                                 | В строю | ВМФ России намерен до конца 2012 года провести испытания подлодки Б-90 «Саров» с первым российским экспериментальным двигателем на водородном топливе. В перспективе такими силовыми установками могут быть оснащены подводные лодки проектов 677 «Лада» и «Амур-1650» |

#### Вспомогательные суда
| 1. Суда атомного технологического обеспечения — 4       | 1. Суда атомного технологического обеспечения — 4           | 1. Суда атомного технологического обеспечения — 4 | 1. Суда атомного технологического обеспечения — 4 | 1. Суда атомного технологического обеспечения — 4 | 1. Суда атомного технологического обеспечения — 4 |
| Плавучие технические базы — 2                           | Плавучие технические базы — 2                               | Плавучие технические базы — 2                     | Плавучие технические базы — 2                     | Плавучие технические базы — 2                     | Плавучие технические базы — 2                     |
| ------------------------------------------------------- | ----------------------------------------------------------- | ------------------------------------------------- | ------------------------------------------------- | ------------------------------------------------- | ------------------------------------------------- |
| Проект 2020 «Малина»                                    | ПМ-63 (1984)                                                |                                                   |                                                   |                                                   |                                                   |
| Проект 2020 «Малина»                                    | ПМ-12 (1991)                                                |                                                   |                                                   |                                                   |                                                   |
| Технические танкеры — 2                                 |                                                             |                                                   |                                                   |                                                   |                                                   |
| Проект 11510 «Белянка»                                  | «Амур» (1986)                                               |                                                   |                                                   |                                                   |                                                   |
| Проект 1783А                                            | ТНТ-12 (1966)                                               |                                                   |                                                   |                                                   |                                                   |
| 2. Танкер снабжения — 6                                 |                                                             |                                                   |                                                   |                                                   |                                                   |
| Проект 1559-В «Морской простор»                         | «Сергей Осипов» (1973)                                      |                                                   |                                                   |                                                   |                                                   |
| Проект 1559-В «Морской простор»                         | «Генрих Гасанов» (1977)                                     |                                                   |                                                   |                                                   |                                                   |
| Проект 160                                              | «Прут» (1970)                                               |                                                   |                                                   |                                                   |                                                   |
| Проект 160                                              | «Кола» (1967)                                               |                                                   |                                                   |                                                   |                                                   |
| Проект 577-Д                                            | «Терек»                                                     |                                                   |                                                   |                                                   |                                                   |
| Проект 23130                                            | «Академик Пашин» (2020)                                     |                                                   |                                                   |                                                   |                                                   |
| 3. Плавучая мастерская — 7                              |                                                             |                                                   |                                                   |                                                   |                                                   |
| Проект 304-М                                            | ПМ-69, ПМ-10, ПМ-81, ПМ-73, ПМ-94, ПМ-64, ПМ-34 (1970—1985) |                                                   |                                                   |                                                   |                                                   |
| 4. Спасательное судно — 2                               |                                                             |                                                   |                                                   |                                                   |                                                   |
| Проект 05360                                            | «Михаил Рудницкий» (1979)                                   |                                                   |                                                   |                                                   |                                                   |
| Проект 05360                                            | «Георгий Титов» (1983)                                      |                                                   |                                                   |                                                   |                                                   |
| 5. Госпитальное судно — 1                               |                                                             |                                                   |                                                   |                                                   |                                                   |
| Проект В-320                                            | «Свирь» (1989)                                              |                                                   |                                                   |                                                   |                                                   |
| 6. Разведывательный корабль — 3 (+1)                    |                                                             |                                                   |                                                   |                                                   |                                                   |
| Большой разведывательный корабль проекта 1826 «Рубидий» | ССВ-571 «Беломорье» (1987) — в резерве                      |                                                   |                                                   |                                                   |                                                   |
| Средний разведывательный корабль проекта 864            | ССВ-168 «Таврия» (1987)                                     |                                                   |                                                   |                                                   |                                                   |
| Средний разведывательный корабль проекта 864            | ССВ-175 «Виктор Леонов» (1988) бывший «Одограф»             |                                                   |                                                   |                                                   |                                                   |
| Средний разведывательный корабль проекта 18280          | «Юрий Иванов» (2015)                                        |                                                   |                                                   |                                                   |                                                   |
| 7. Ледокол — 1                                          |                                                             |                                                   |                                                   |                                                   |                                                   |
| Ледокол проекта 21180                                   | «Илья Муромец» (2017)                                       |                                                   |                                                   |                                                   |                                                   |

## Командование

### Командующие Северной военной флотилией
1. Закупнев, Захар Александрович (29.05.1933 — 13.03.1935)
2. Душенов, Константин Иванович (13.03.1935 — 11.05.1937)

### Командующие Северным флотом
- Душенов, Константин Иванович (11.05.1937 — 28.05.1938) — флагман 1-го ранга.
- Дрозд, Валентин Петрович (28.05.1938 — 26.07.1940) — флагман 2-го ранга, с 1940 контр-адмирал.
- Головко, Арсений Григорьевич (26.07.1940 — 4.08.1946) — контр-адмирал, с 1941 вице-адмирал, с 1944 адмирал.
- Платонов, Василий Иванович (4.08.1946 — 23.04.1952) — вице-адмирал, с 1951 адмирал.
- Чабаненко, Андрей Трофимович (23.04.1952 — 28.02.1962) — вице-адмирал, с 1953 адмирал.
- Касатонов, Владимир Афанасьевич (28.02.1962 — 2.06.1964) — адмирал.
- Лобов, Семён Михайлович (2.06.1964 — 3.05.1972) — вице-адмирал, с 1965 адмирал, с 1970 адмирал флота.
- Егоров, Георгий Михайлович (3.05.1972 — 1.07.1977) — адмирал, с 1973 адмирал флота.
- Чернавин, Владимир Николаевич (1.07.1977 — 16.12.1981) — вице-адмирал, с 1978 адмирал.
- Михайловский, Аркадий Петрович (16.12.1981 — 25.02.1985) — адмирал.
- Капитанец, Иван Матвеевич (25.02.1985 — 19.03.1988) — адмирал.
- Громов, Феликс Николаевич (19.03.1988 — 14.03.1992) — вице-адмирал, с 1988 адмирал.
- Ерофеев, Олег Александрович (14.03.1992 — 29.01.1999) — вице-адмирал, с 1992 адмирал.
- Попов, Вячеслав Алексеевич (29.01.1999 — 1.12.2001) — вице-адмирал, с 1999 адмирал.
- Сучков, Геннадий Александрович (5.12.2001 — отстранён 11.09.2003, уволен с должности 29.05.2004) — вице-адмирал, с 2002 адмирал.
- Симоненко, Сергей Викторович (врио с 11.09.2003 по 29.05.2004) — вице-адмирал.
- Абрамов, Михаил Леопольдович (29.05.2004 — 4.09.2005) — адмирал.
- Высоцкий, Владимир Сергеевич (26.09.2005 — 12.09.2007) — адмирал.
- Максимов, Николай Михайлович (врио с 12.09.2007, командующий 20.11.2007 — 30.03.2011) — адмирал.
- Воложинский, Андрей Ольгертович (врио; 30.03.2011 — 24.06.2011) — контр-адмирал.
- Королёв, Владимир Иванович (24.06.2011 — 11.2015) адмирал.
- Евменов, Николай Анатольевич — (врио с 11.2015, командующий 05.04.2016 — 03.05.2019) — адмирал.
- Моисеев, Александр Алексеевич — (03.05.2019 — 10.03.2024[106]) — вице-адмирал, с 10.12.2020 — адмирал.
- Кабанцов Константин Петрович (врио с 10.03.2024[7], командующий с 2 апреля 2024) — вице-адмирал.

### Начальники штаба Северного флота
- Смирнов, Павел Спиридонович (май 1937 — май 1938) — капитан 1-го ранга.
- Головко, Арсений Григорьевич (май — июнь 1938) — капитан 3-го ранга.
- Голубев-Монаткин, Иван Фёдорович (июнь 1938 — сентябрь 1940) — капитан 1-го ранга.
- Кучеров, Степан Григорьевич (сентябрь 1940 — февраль 1943) — контр-адмирал.
- Фёдоров, Михаил Иванович (февраль 1943 — май 1944) — контр-адмирал.
- Платонов, Василий Иванович (май 1944 — август 1946) — контр-адмирал, с 1944 вице-адмирал.
- Попов, Борис Дмитриевич (август 1946 — сентябрь 1947) — контр-адмирал.
- Чекуров, Валентин Андреевич (сентябрь 1947 — ноябрь 1951) — капитан 1-го ранга, с 1949 контр-адмирал.
- Сурабеков, Валериан Иосифович (ноябрь 1951 — май 1952) — контр-адмирал.
- Шибаев, Николай Иванович (май 1952 — ноябрь 1956) — контр-адмирал, с 1953 вице-адмирал.
- Пантелеев, Лев Николаевич (ноябрь 1956 — февраль 1958) — контр-адмирал.
- Рассохо, Анатолий Иванович (февраль 1958 — апрель 1963) — контр-адмирал, с 1960 вице-адмирал.
- Егоров, Георгий Михайлович (апрель 1963 — январь 1967) — контр-адмирал, с 1965 вице-адмирал.
- Баранов, Николай Михайлович (январь 1967 — май 1969) — контр-адмирал.
- Исай, Григорий Гаврилович (май 1969 — февраль 1971) — вице-адмирал.
- Кичёв, Василий Григорьевич (февраль 1971 — сентябрь 1974) — контр-адмирал.
- Чернавин, Владимир Николаевич (сентябрь 1974 — июль 1977) — вице-адмирал.
- Поникаровский, Валентин Николаевич (июль 1977 — июль 1981) — вице-адмирал.
- Коробов, Вадим Константинович (июль 1981 — июнь 1986) — вице-адмирал.
- Патрушев, Юрий Николаевич (июнь 1986 — июль 1990) — контр-адмирал, вице-адмирал.
- Ерофеев, Олег Александрович (июль 1990 — март 1992) — контр-адмирал, с 1991 вице-адмирал.
- Налётов, Иннокентий Иннокентьевич (март 1992 — ноябрь 1996) — контр-адмирал, вице-адмирал.
- Попов, Вячеслав Алексеевич (ноябрь 1996 — январь 1999) — вице-адмирал.
- Моцак, Михаил Васильевич (январь 1999 — декабрь 2001) — вице-адмирал.
- Симоненко, Сергей Викторович (июнь 2002 — август 2009) — вице-адмирал.
- Королёв, Владимир Иванович (август 2009 — июль 2010) — вице-адмирал.
- Воложинский, Андрей Ольгертович (июль 2010 — сентябрь 2012) — контр-адмирал.
- Евменов, Николай Анатольевич — (сентябрь 2012 — ноябрь 2015) — вице-адмирал.
- Моисеев, Александр Алексеевич (апрель 2016 — ноябрь 2017) — вице-адмирал.
- Гришечкин, Владимир Владимирович — (декабрь 2017 — март 2021) — контр-адмирал, с 2018 вице-адмирал.
- Воробьёв, Владимир Михайлович — (март 2021 — октябрь 2021) — контр-адмирал.
- Кабанцов, Константин Петрович — (октябрь 2021 — март 2024) — вице-адмирал[107].
- Михайлов, Эдуард Евгеньевич  — (с марта 2024) — вице-адмирал.

### Члены Военного совета Северного флота
- Байрачный, Пётр Порфирьевич — (май 1937 — май 1938) — бригадный комиссар.
- Корниенко, Даниил Иосифович — (май 1938 — март 1939) — бригадный комиссар.
- Масалов, Фёдор Гурьевич — (март 1939, врид) — бригадный комиссар.
- Кулаков, Николай Михайлович — (июнь 1939 — апрель 1940) — бригадный комиссар.
- Смирнов, Николай Константинович — (апрель 1940 — июль 1940) — дивизионный комиссар.
- Николаев, Александр Андреевич — (июль 1940 — июнь 1945) — дивизионный комиссар, с 13.12.1942 контр-адмирал, с 1.06.1944 вице-адмирал.
- Кулаков, Николай Михайлович — (июнь 1945 — июнь 1946) — вице-адмирал.
- Зарембо, Николай Петрович — (июнь 1946 — декабрь 1946) — капитан 1-го ранга.
- Алексеев, Владимир Петрович — (декабрь 1946 — июнь 1950) — генерал-лейтенант авиации.
- Яковенко, Марк Григорьевич — (июнь 1950 — апрель 1952) — контр-адмирал, с 3.11.1951 вице-адмирал.
- Виноградов, Валентин Васильевич — (апрель 1952 — ноябрь 1956) — генерал-майор, с 31.05.1954 генерал-лейтенант.
- Аверчук, Степан Иванович — (ноябрь 1956 — июль 1961) — контр-адмирал, с 9.05.1960 вице-адмирал.
- Сизов, Фёдор Яковлевич — (июль 1961 — декабрь 1973) — контр-адмирал, с 16.06.1965 вице-адмирал, с 20.05.1971 адмирал.
- Сорокин, Алексей Иванович — (декабрь 1973 — июль 1976) — контр-адмирал, с 25.04.1975 вице-адмирал.
- Падорин, Юрий Иванович — (июль 1976 — июнь 1980) — контр-адмирал, с 30.10.1978 вице-адмирал.
- Усенко, Николай Витальевич — (июнь 1980 — март 1985) — вице-адмирал.
- Варгин, Сергей Павлович — (март 1985 — ноябрь 1989) — вице-адмирал.
- Селиванов, Александр Геронтьевич — (ноябрь 1989 — декабрь 1991) — контр-адмирал, с 7.02.1991 вице-адмирал.

## Награды
- Орден Красного Знамени (7 мая 1965)
- Орден Ушакова (2019) — за выдающиеся заслуги в укреплении обороноспособности страны, высокие показатели в боевой подготовке, мужество и самоотверженность, проявленные личным составом при выполнении учебных, боевых и специальных задач[108].

## Памятники
Памятник офицерам Северного флота в Североморске. Открыт в 2013 году.

## Культура
Центральный печатный орган — газета «На страже Заполярья», издаётся с 1937 года.
Военно-морской музей Северного флота. Открыт 16 октября 1946 года. Мурманск, улица Торцева, д. 15.
Драматический театр Северного флота. Основан в 1936 году. Мурманск, Кольский проспект, 186.
Ансамбль песни и пляски Северного флота. Основан в 1940 году. Североморск, ул. Сафонова, д. 1а.
Дом офицеров Северного флота. Основан в 1936 году. Североморск, ул. Сафонова, д. 1а.
Музей связи Северного флота. Открыт 26 октября 2019 года в Североморске.